# Winged Foot Golf Club
De Winged Foot Golf Club is een golfclub in de Verenigde Staten. De club werd opgericht 1921 en bevindt zich in Mamaroneck, New York. De club beschikt over twee 18-holes golfbanen, de "West Course" en de "East Course", en beide banen werden ontworpen door de golfbaanarchitect A.W. Tillinghast.

## Golftoernooien
Het eerste grote golftoernooi dat de club ontving was het US Open, in 1927. De volgende grote golftoernooien waren het US Amateur Championship, het US Women's Open, het US Senior Open en het PGA Championship.
West Course
Voor het golftoernooi is de lengte van de "West"-baan 6361 m met een par van 70. De course rating is 73,2 en de slope rating is 138.
- US Open: 1929, 1959, 1974, 1984 & 2006 & 2020[4]
- US Amateur Championship: 1940 & 2004
- PGA Championship: 1997[4]

East Course
Voor het golftoernooi is de lengte van de "East"-baan 6094 m met een par van 70. De course rating is 73,2 en de slope rating is 135.
- US Women's Open: 1957 & 1972[5]
- US Senior Open: 1980[6]

## Trivia
- De "West Course" is niet toegankelijk voor de dames.